# بخش نربن
بخش نربن (به فرانسوی: Arrondissement de Narbonne) یک بخش در فرانسه است که در اود واقع شده‌است.